# Hydriomena feminata
Hydriomena feminata är en fjärilsart som beskrevs av Mcdunnough 1944. Hydriomena feminata ingår i släktet Hydriomena och familjen mätare. Inga underarter finns listade i Catalogue of Life.